# Belisana airai
Belisana airai är en spindelart som beskrevs av Huber 2005. Belisana airai ingår i släktet Belisana och familjen dallerspindlar. Inga underarter finns listade.